# Ritchiea youngii
Ritchiea youngii là một loài thực vật có hoa trong họ Capparaceae. Loài này được Exell miêu tả khoa học đầu tiên năm 1935.